# Anthony Grundy
Pour les articles homonymes, voir Grundy.
Anthony Montreace Grundy, né le 15 avril 1979 à Louisville au Kentucky et mort le 14 novembre 2019 dans la même ville, est un joueur américain de basket-ball. Il évolue aux postes de meneur et d'arrière.

## Palmarès
- All-NBDL First Team 2006
- Meilleur marqueur du championnat de Grèce 2008
- Équipe-type du championnat de Grèce 2008
- PBA Governor's Cup 2011